# Hobrechtplanen

Översiktsplanen från 1862

Hobrechtplanen, tyska Hobrecht-Plan, kallas den översiktsplan som trädde i kraft i Berlin 1862. Den har fått sitt namn efter dess huvudförfattare James Hobrecht. Dess egentliga namn är Bebauungsplan der Umgebungen Berlins. Planen skapades för att planera framtidens dragningar av gator och tillfartsvägar och bebyggelse i Berlin, Charlottenburg och fem omkringliggande områden. Planen var tänkt att reglera byggandet de kommande 50 åren.

## Utgångsläge
I takt med industrialiseringen i Tyskland kom också en stor inflyttning till städerna. Möjligheterna till bättre inkomst och fler arbetstillfällen gjorde att Berlins befolkning steg från 172 122 år 1800 till 774 452 år 1872 och till 1 902 509 år 1919.
Samtidigt som befolkningen ökade, försämrades de hygieniska förhållandena, försörjningen av befolkningen och framförallt bostads- och levnadsförhållandena. De ofta smala gatorna och gränderna i Berlins gamla innerstad var dåligt rustade för den ökande trafiken. En snabbt växande industri bidrog till luftföroreningar. Befolkningstillväxten ledde till att människor även flyttade till de dåvarande förorterna, så att infrastrukturen måste utvecklas. Järnvägsstationer, bredare gator, utbyggt trafiknät och skapandet av tekniska och hygieniska lösningar behövdes. Dessutom var den sumpiga marken i stora områden, bland annat i Charlottenburg och Wilmersdorf, ett hinder för bostadsbyggande och gatuanläggning. Det fanns också ett starkt behov av ett utbyggt avloppssystem och färskvattenförsörjning, liksom en förbättring av vägförbindelserna med den omkringliggande regionen.
Med utgångspunkt från en beräknad kommande ökning av befolkningen till mellan 1,5 och 2 miljoner, från ett befolkningstal som 1861 var 524 900 invånare, och den därmed sammanhängande trafik- och förvaltningsutvecklingen var det nödvändigt med en enhetlig stadsadministration och stadsplanering.

## Planeringsuppdrag
Att förbättra förhållandena i staden hade med stadens tillväxt blivit helt nödvändigt. Det krävdes i synnerhet planering för tekniska och hygieniska lösningar samt framförallt en anpassning av trafikinfrastrukturen. 

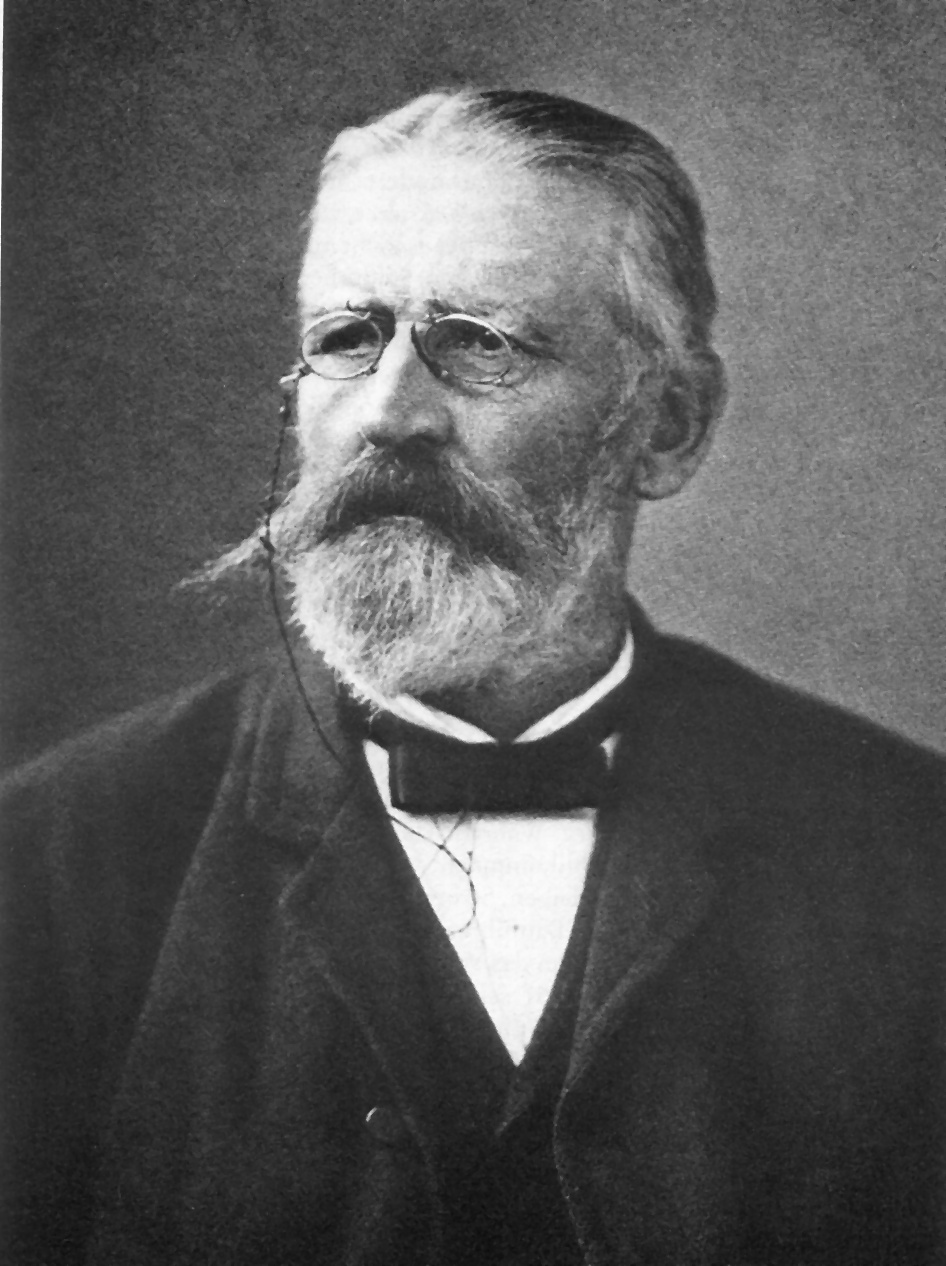
James Hobrecht, fotografi från omkring år 1890.

På uppdrag av Preussens inrikesministerium skulle från 1858 en planeringskommission från det kungliga polispresidiet upprätta planer för att hantera den framtida stadstillväxten. Vid denna tid hörde detta till polisens uppgifter, som då också i rollen som byggnadspolis var ansvarig för stads- och infrastrukturplanering samt viktiga byggnadsuppdrag. Ordförande för kommissionen var den unga regeringsbyggmästaren James Hobrecht, yngre bror till riksdagsledamoten Arthur Hobrecht som sedermera blev Berlins överborgmästare.
Planeringen skulle leda till en breddning av gatorna i innerstaden och en sammanbindning av dessa till ett effektivt gatunät. På detta sätt skapades också förutsättningar för ett avloppssystem och ett ledningsnät för försörjning. För det snabbt växande järnvägsnätet och järnvägsstationerna skulle ytrymme reserveras. Enligt kungens önskemål skulle stadsområdet omgärdas av en boulevard och däremellan skulle en rad av radialvägar och infartsvägar anläggas. Kung Fredrik Vilhelm IV hade Paris gatuplanering genom baron Haussmann som förebild. I motsats till Paris skulle dock i Berlin om möjligt inga nya radikala förändringar av gatunätet förstöra de historiskt framväxta innerstadskvarteren. Juridiskt fanns ingen möjlighet till en hänsynslös konfiskering av privat mark, utan alla ytor som skulle tas i anspråk var först tvungna att förvärvas av den preussiska staten. 

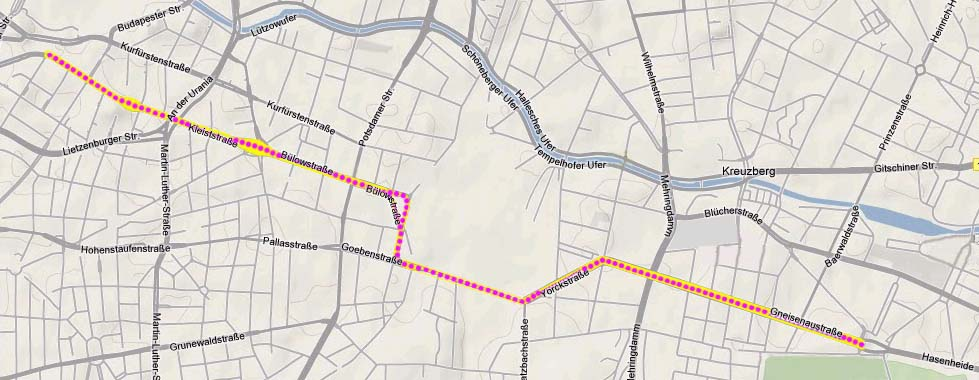
Generalszug, från väst till öst bestående av Tauentzienstrasse, Kleiststrasse, Bülowstrasse, Yorckstrasse och Gneisenaustrasse.

Efter en kartläggning av den befintliga situationen skulle redan existerande planer granskas och inarbetas i de senare planeringsstadierna. Till dessa hörde Karl Friedrich Schinkels förslag till stadsplanering, bebyggelseplanerna av Johann Carl Ludwig Schmid från 1825 och 1830 och särskilt stadsutvecklingsplanerna av Peter Joseph Lenné, som framförallt hade en bakgrund som trädgårds- och landskapsarkitekt. Lenné var en av de första att sammanställa en samlad plan för både Berlin och dess omgivningar: Projektierte Schmuck- und Grenzzüge von Berlin mit nächster Umgebung. Många av Lennés visioner och idéer kom att infattas i Hobrechtplanen. Ett av de viktigaste elementen var den redan av Schmid påbörjade Generalszug, en rad av gator och platser som fungerande som öst-västlig trafikaxel från Südstern i Kreuzberg till Breitscheidplatz i Charlottenburg. I det som senare kom bli området kring Gleisdreieck krävdes senare en förskjutning av Hobrechtplanens gatunät åt söder till följd av de snabbt växande järnvägsanläggningarna, vilket kom att bli bakgrunden till anläggandet av järnvägsviadukterna över Yorckstrasse.

## Hobrechtplanens tillkomst
Till följd av stadens tillväxt och införlivandet av omkringliggande byar år 1861 kom Hobrechtkommissionens planer att nu räcka långt utanför Berlins dåvarande stadsbebyggelse. Hobrechtplanen antogs 18 juli 1862 som plan för bebyggelsen av Berlins omgivningar och delade in stadsbebyggelsen och den förutsedda expansionen i 14 olika delområden som sträckte sig över städerna Berlin och Charlottenburg samt landskommunerna Reinickendorf, Weissensee, Lichtenberg, Rixdorf (nuvarande Neukölln) och Wilmersdorf.

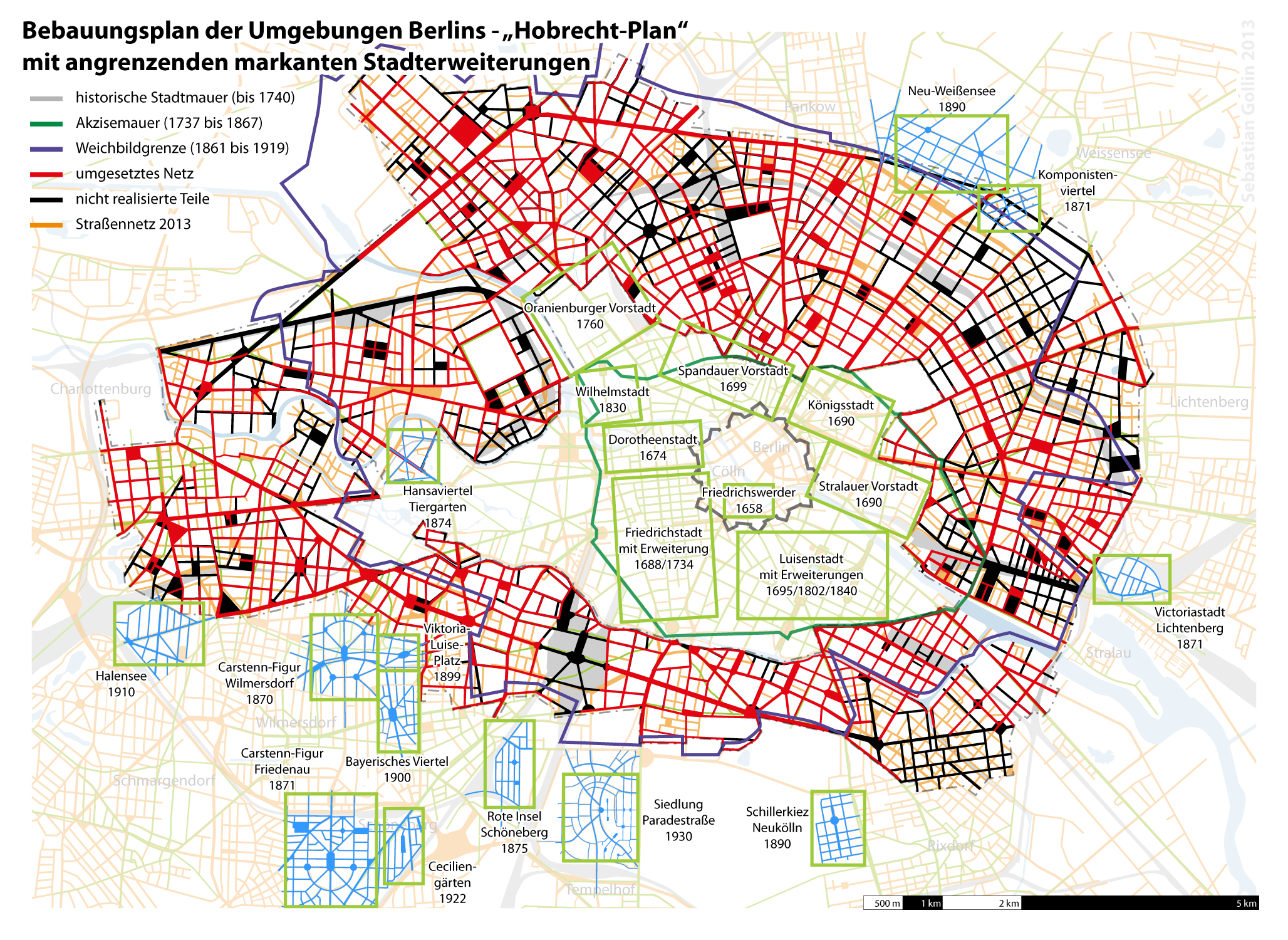
Realiserade delar av den ursprungliga Hobrechtplanen markeras i rött, medan planerade och icke realiserade delar markeras i svart. På kartan finns även andra större planerade utvidgningar av staden markerade med årtal.

Planen omfattade bland annat två ringvägar som helt skulle omge städerna Berlin och Charlottenburg. På de obebyggda ytorna däremellan skulle diagonala gator och utfartsgator i alla riktningar dela in staden i rätvinkliga kvarter. Mot gatan skulle bostäder för borgarklassen uppföras, på innergårdarna planerades arbetarbostäder och verkstäder. Hobrecht förväntade sig att man därigenom skulle kunna få olika samhällsklasser att fredligt samexistera i kvarteren.

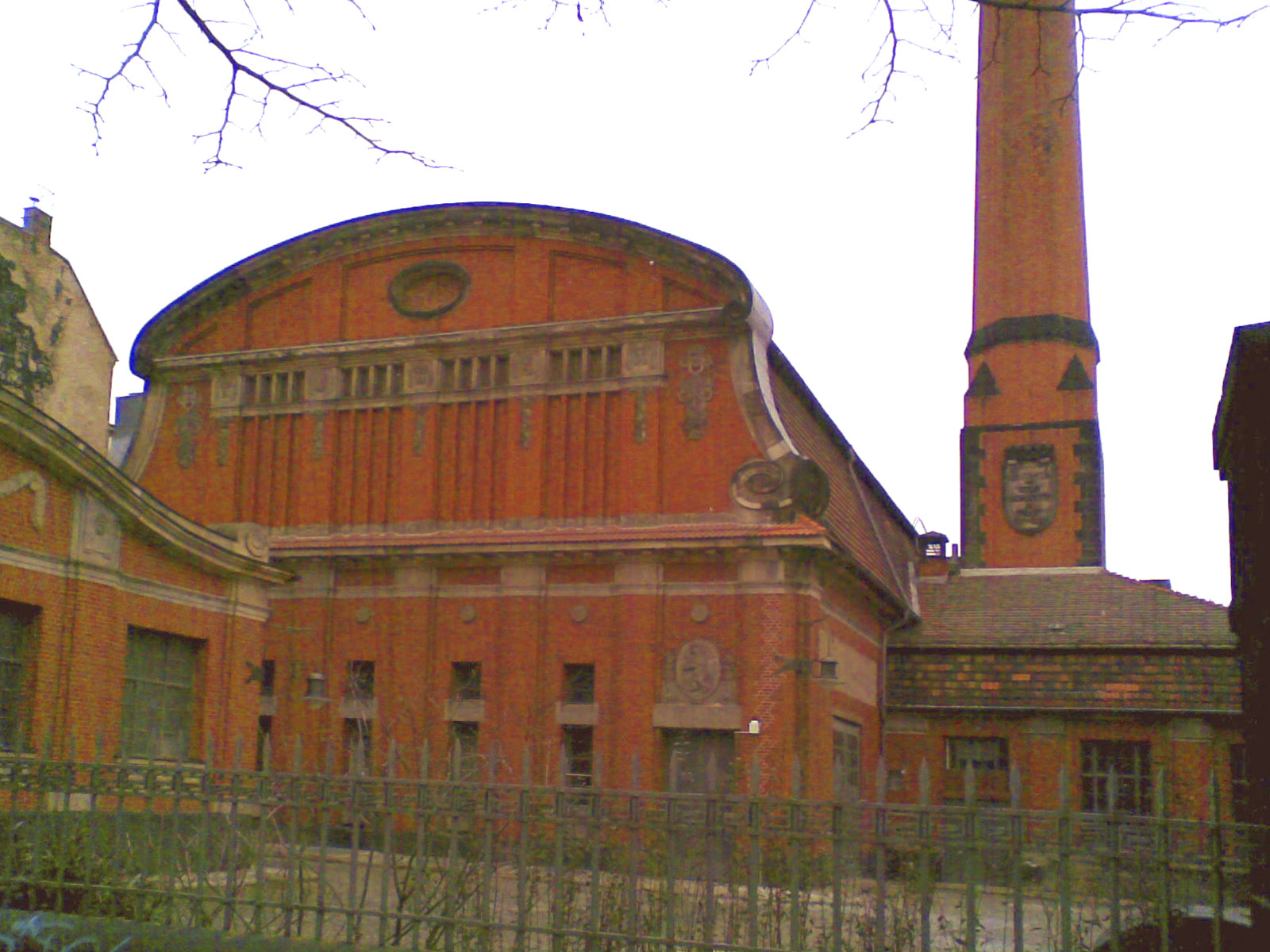
Pumpverket i radialsystemets XI:e distrikt, på Erich-Weinert-Strasse mellan Greifswalder Strasse och Prenzlauer Allee.

Själva Hobrechtplanen fastställde endast gatornas lopp och deras gränser. Mer detaljerade föreskrifter för bebyggelsen av kvarteren, till exempel för användningen av tomtmarken, saknades. Vid denna tid fanns heller inget lagstöd för sådan detaljplanering. Först i samband med 1853 års byggpolisförordning underlättades tillkomsten av Berlins karakteristiska omgivande krans av hyreskasernbebyggelse från den vilhelminska epoken. Byggpolisförordningen föreskrev endast att man inom de stora kvarteren fick bygga upp till sex hela våningar med en höjd upp till takfot på 20 meter. Innergårdar måste ha en minsta yta på 5,34 gånger 5,34 meter, så att brandkårens sprutvagnar kunde vända.

## Konsekvenser
Eftersom byggnationen inte i någon högre grad reglerades, kom under följande år det planlagda området att bebyggas mycket tätt. Bristen på detaljerade krav ledde till fastighetsspekulation och tillväxten av de ökända hyreskasernerna i Berlins stenstad, där människor levde under mycket trånga bostadsförhållanden. Inuti kvarteren uppstod gårdshus och sidoflyglar som endast lämnade den stipulerade minsta innergårdsytan fri. Genom de smala innergårdarna blev lägenheterna dåligt belysta och trängseln och de dåliga hygieniska förhållandena ledde ofta till sjukdomar. Först genom anläggandet av Berlins stora avloppssystem med tolv radialsystem och fält för avloppsrening som färdigställdes 1893 kunde situationen märkbart förbättras.
Hobrecht har som författare till planen ofta setts som huvudansvarig för uppkomsten av hyreskasernerna och de dåliga bostadsförhållandena och kritiserades redan under 1800-talet av bland andra Rudolf Eberstadt. Först i modern tid har betydelsen av Hobrechtplanen för stadens utveckling kommit att få erkännande. Det egentliga ansvaret för uppkomsten av de täta stadskvarteren låg snarare hos fastighetsspekulanter och lagstiftarna, som vid denna tid knappt var medvetna om sin ledande funktion för stadsutvecklingen. Orsaken låg inte i stadsplaneringen i första hand, utan i strävan efter att maximera vinsten på så små investeringar som möjligt. Trots de negativa följderna kom Hobrechtplanen att bli en nödvändig förutsättning för lösningen av bostadsbristen kring sekelskiftet 1900 och möjliggjorde den helt nödvändiga utbyggnaden av det kommunala avloppet. Fortfarande ligger Hobrechtplanen till grund för stora delar av Berlins nuvarande stadsbild.